# 15è Festival Internacional de Cinema de Moscou
El 15è Festival Internacional de Cinema de Moscou es va celebrar entre el 6 i el 17 de juliol de 1987. El Premi d'Or fou atorgat a la pel·lícula italiana Intervista dirigida per Federico Fellini.

## Jurat
- Robert De Niro (EUA – President)
- Tengiz Abuladze (URSS)
- Souheil Ben-Barka (Marroc)
- Antonio Gades (Espanya)
- Rustam Ibragimbekov (URSS)
- Alberto Isaac (Mèxic)
- Alexandre Mnouchkine (França)
- Gian Luigi Rondi (Itàlia)
- Zheng Xiuelai (Xina)
- Hanna Schygulla (RFA)
- Miklós Jancsó (Hongria)

## Pel·lícules en competició
Les següents pel·lícules foren seleccionades per la competició:
| Títol original            | Director(s)           | País de producció |
| ------------------------- | --------------------- | ----------------- |
| Bohater roku              | Feliks Falk           | Polònia           |
| La casa de Bernarda Alba  | Mario Camus           | Espanya           |
| Jean de Florette          | Claude Berri          | França            |
| Zawgat ragol mohim        | Mohamed Khan          | Egipte            |
| Ormens väg på hälleberget | Bo Widerberg          | Suècia            |
| Intervista                | Federico Fellini      | Itàlia            |
| Kangaroo                  | Tim Burstall          | Austràlia         |
| Mirch Masala              | Ketan Mehta           | Índia             |
| Za kude putuvate?         | Rangel Vulchanov      | Bulgària          |
| Kuryer                    | Karen Shakhnazarov    | Unió Soviètica    |
| La noche de los lápices   | Héctor Olivera        | Argentina         |
| Vernehmung der Zeugen     | Gunther Scholz        | RDA               |
| Oktoberfest               | Dragan Kresoja        | Iugoslàvia        |
| Schmutz                   | Paulus Manker         | Àustria           |
| The Immigrant Birds       | Abdul Latif           | Afganistan        |
| Un hombre de exito        | Humberto Solás        | Cuba              |
| Barndommens gade          | Astrid Henning-Jensen | Dinamarca         |
| Gardens of Stone          | Francis Ford Coppola  | Estats Units      |
| Zhenzhen de fa wu         | Tongjun Xu            | R.P. de la Xina   |
| Lo que importa es vivir   | Luis Alcoriza         | Mèxic             |
| Het gezin van Paemel      | Paul Cammermans       | Bèlgica           |
| Smrt krásných srnců       | Karel Kachyňa         | Txecoslovàquia    |
| Tarot                     | Rudolf Thome          | RFA               |
| Hard asfalt               | Sølve Skagen          | Noruega           |
| Csók, Anyu!               | János Rózsa           | Hongria           |
| 84 Charing Cross Road     | David Jones           | Regne Unit        |
| O Homem da Capa Preta     | Sérgio Rezende        | Brasil            |

## Premis
- Premi d'Or: Intervista de Federico Fellini
- Premis Especials:
  - Kuryer de Karen Xakhnazarov
  - Bohater roku de Feliks Falk
- Premis:
  - Millor Actor: Anthony Hopkins per 84 Charing Cross Road
  - Millor Actriu: Dorottya Udvaros per Csók, Anyu!
- Premi FIPRESCI: Bohater roku de Feliks Falk